# Medal of Honor: Allied Assault
Medal of Honor: Allied Assault è uno sparatutto in prima persona sviluppato da 2015, Inc e pubblicato da Electronic Arts. È stato il primo gioco della serie Medal of Honor sviluppato per Windows e primo porting per Linux.
Sono disponibili due espansioni, Medal of Honor: Spearhead e Medal of Honor: Breakthrough: la prima aggiunge 3 missioni, ambientate nelle Ardenne e a Berlino prima dell'avanzata dell'armata rossa, la seconda invece aggiunge missioni ambientate durante l'offensiva americana nel Nord-Africa e il successivo sbarco in Italia.
Il protagonista del gioco è il tenente Mike Powell, soldato dell'OSS, ed è ambientato durante la campagna americana in Europa dai giorni del D-day sino all'offensiva delle Ardenne.

## Trama
Il gioco è articolato in 6 missioni e più di 30 livelli, che spaziano dai deserti del Nord-Africa fino agli innevati fiordi della Norvegia.
1. Nella prima missione il Tenente Powell deve infiltrarsi oltre le linee nemiche nel Nord-Africa per sabotare le batterie costiere dell'Asse e far evadere il Maggiore Grillo, suo superiore
2. Nella seconda missione il Tenente Powell si sposta in Norvegia, dove il suo compito è quello di distruggere il prototipo di una nuova arma tedesca, il NAXOS, e di sabotare un sommergibile
3. Nella terza missione il Tenente deve sopravvivere allo sbarco a Omaha Beach e in seguito inoltrarsi nel territorio francese per distruggere delle artiglierie tedesche, note come Nebelwerfer
4. Nella quarta missione il Tenente si infiltra, con l'aiuto della resistenza in un campo nazista per recuperare informazioni sul nuovo carro armato tedesco, il King Tiger
5. Nella quinta missione il Tenente, dopo aver rubato un King Tiger, deve aiutare una squadra di genieri a distruggere un ponte nella città di Brest
6. Nella sesta e ultima missione Powell deve arrivare a Fort Schmerzen, un sito di stoccaggio e test per armi chimiche, e distruggerlo (Fort Schmerzen era già presente nel primo Medal of Honor).

In Medal of Honor: Allied Assault, ci sono (vaghi) collegamenti al primo Medal of Honor; per esempio, nel primo livello della quarta campagna, bisogna salvare un pilota che trasportava un ufficiale del G3, abbattuto in Francia, mentre nel primo Medal Of Honor (che aveva un protagonista differente) l'obiettivo era di salvare l'ufficiale G3. Sempre nella quarta campagna, inoltrandosi in una ferrovia, seguendo una strada secondaria, ci si può imbattere nei resti del cannone da rotaia Greta, l'obiettivo da distruggere nella seconda campagna di Medal of Honor, lasciando intendere che nello spazio temporale del gioco i due protagonisti si sono quasi incontrati.
Inoltre sempre nella 4ª missione il Tenente collaborerà con Manon, la partigiana francese protagonista del capitolo precedente.

## Modalità di gioco
Il gioco conta una campagna giocatore singolo, dove si impersona il tenente dell'OSS Mike Powell dalla battaglia in Tunisia, passando dallo sbarco in Normandia sino all'offensiva delle Ardenne, e un comparto multigiocatore online. Il level design e molti dialoghi, soprattutto durante lo sbarco ad Omaha Beach, sono liberamente ispirate al film cult del 1998 Salvate il soldato Ryan.
Il comparto multigiocatore possiede quattro modalità: Deathmatch, il comune tutti contro tutti; la variante Deathmatch a squadre; Deathmatch a turni, dove vince la squadra che avrà vinto il maggior numero di round; e Obiettivi, dove le squadre devono completare varie missioni sparse lungo la mappa di gioco.

## Colonna sonora
La colonna sonora del titolo è stata affidata a Michael Giacchino, in precedenza già compositore di Medal of Honor e Medal of Honor: Underground. L'album, che contiene 5 tracce, è uscito il 30 agosto 2005 su iTunes e Amazon. Oltre alle cinque nuove tracce sono state riutilizzate diverse composizioni dei titoli precedenti.

### Tracce
1. MoH: Allied Assault (Main Theme) – 4:04
2. North Africa – 3:19
3. Schmerzen – 3:37
4. Sniper Town – 3:20
5. Tiger Tank – 3:23